# Rafał Augustyniak
Rafał Augustyniak (ur. 14 października 1993 w Zduńskiej Woli) – polski piłkarz, występujący na pozycji obrońcy
, od 2022 w polskim klubie Legia Warszawa. 
Wychowanek klubów MKS MOS Zduńska Woli i Pogoń Zduńska Wola, swoją seniorską karierę rozpoczął w Widzewie Łódź. W marcu 2021 roku zadebiutował w reprezentacji Polski, w meczu przeciwko Anglii.

## Kariera klubowa
Augustyniak swoją karierę piłkarską rozpoczynał w MKS MOS Zduńska Woli i Pogoni Zduńska Wola, skąd po sezonie 2010/11 przeniósł się do drużyny Młodej Ekstraklasy Widzewa Łódź. Następnie trafił na wypożyczenie do Pogoni Siedlce. 
W Ekstraklasie w barwach Widzewa zadebiutował 26 lipca 2013 roku w wygranym 2:1 meczu z Zawiszą Bydgoszcz. W sezonie 2014/15, po spadku drużyny do I ligi, pełnił funkcję kapitana Widzewa. 23 stycznia 2015 roku podpisał 4-letni kontrakt z Jagiellonią Białystok. W Jagiellonii zadebiutował 14 marca 2015 w wygranym 2:1 meczu z Górnikiem Łęczna, pojawiając się na boisku w 76. minucie spotkania. 
12 stycznia 2016 został ponownie wypożyczony do pierwszoligowej Pogoni Siedlce. Potem był jeszcze wypożyczany do grających w tej samej lidze Wigier Suwałki i Miedzi Legnica, z którą awansował w 2018 roku do Ekstraklasy. Po sezonie 2017/2018 Miedź wykupiła go z Jagiellonii. W sezonie 2018/19 spadł z Miedzią do I ligi. Rafał Augustyniak po sezonie odszedł do występującego w rosyjskiej ekstraklasie Uralu Jekaterynburg. Po sezonie 2021/2022 jego kontakt nie został przedłużony.
30 lipca 2022 roku podpisał trzyletni kontrakt z Legią Warszawa. 2 września 2022 roku zdobył swoją pierwszą bramkę dla klubu, w wygranym 1:0 domowym spotkaniu przeciwko Radomiakowi. W sezonie 2022/2023 wywalczył z Legią Puchar Polski, w finale zwyciężając Raków Częstochowa 6:5 w serii rzutów karnych, w której Augustyniak zdobył jedną z bramek.

## Kariera reprezentacyjna
W marcu 2021 został powołany przez Paulo Sousę na zgrupowanie reprezentacji Polski. Zadebiutował 31 marca 2021 roku w meczu eliminacji do Mistrzostw Świata w Katarze, w przegranym 1:2 przeciwko Anglii na Stadionie Wembley. Augustyniak wszedł na boisko w 76. minucie, zmieniając Krzysztofa Piątka.

## Statystyki kariery

### Klubowe
(aktualne na 3 kwietnia 2021)
| klub                  | sezon             | liga                             | Liga  | Liga   | Puchary krajowe | Puchary krajowe | Europejskie puchary | Europejskie puchary | Inne  | Inne   | suma  | suma   |
| klub                  | sezon             | liga                             | mecze | bramki | mecze           | barmki          | mecze               | bramki              | mecze | bramki | mecze | bramki |
| --------------------- | ----------------- | -------------------------------- | ----- | ------ | --------------- | --------------- | ------------------- | ------------------- | ----- | ------ | ----- | ------ |
| Pogoń Siedlce         | 12/13             | II Liga Polska (grupa wschodnia) | 29    | 1      | 0               | 0               | –                   | –                   | –     | –      | 29    | 1      |
| Pogoń Siedlce         | ogółem            | ogółem                           | 29    | 1      | 0               | 0               | -                   | -                   | -     | -      | 29    | 1      |
| Widzew Łódź           | 13/14             | Ekstraklasa                      | 19    | 0      | 1               | 0               | –                   | –                   | –     | –      | 20    | 0      |
| Widzew Łódź           | 14/15             | I Liga                           | 18    | 2      | 1               | 0               | –                   | –                   | –     | –      | 19    | 2      |
| Widzew Łódź           | ogółem            | ogółem                           | 37    | 2      | 2               | 0               | -                   | -                   | -     | -      | 39    | 2      |
| Jagiellonia Białystok | 14/15             | Ekstraklasa                      | 1     | 0      | 0               | 0               | –                   | –                   | –     | –      | 1     | 0      |
| Jagiellonia Białystok | 15/16             | Ekstraklasa                      | 4     | 0      | 1               | 0               | 0                   | 0                   | –     | –      | 5     | 0      |
| Jagiellonia Białystok | ogółem            | ogółem                           | 5     | 0      | 1               | 0               | 0                   | 0                   | -     | -      | 6     | 0      |
| Pogoń Siedlce         | 15/16             | I Liga                           | 15    | 0      | 0               | 0               | –                   | –                   | –     | –      | 15    | 0      |
| Pogoń Siedlce         | ogółem            | ogółem                           | 15    | 0      | 0               | 0               | -                   | -                   | -     | -      | 15    | 0      |
| Wigry Suwałki         | 16/17             | I Liga                           | 28    | 1      | 5               | 0               | –                   | –                   | –     | –      | 33    | 1      |
| Wigry Suwałki         | ogółem            | ogółem                           | 28    | 1      | 5               | 0               | -                   | -                   | -     | -      | 33    | 1      |
| Miedź Legnica         | 17/18             | I Liga                           | 29    | 3      | 2               | 0               | –                   | –                   | 1     | 0      | 32    | 3      |
| Miedź Legnica         | 18/19             | Ekstraklasa                      | 22    | 2      | 2               | 0               | –                   | –                   | 1     | 0      | 25    | 2      |
| Miedź Legnica         | ogółem            | ogółem                           | 51    | 5      | 4               | 0               | -                   | -                   | 2     | 0      | 57    | 5      |
| Ural Jekaterynburg    | 19/20             | Premjer Liga                     | 29    | 1      | 3               | 1               | –                   | –                   | –     | –      | 32    | 2      |
| Ural Jekaterynburg    | 20/21             | Premjer Liga                     | 19    | 3      | 3               | 0               | –                   | –                   | –     | –      | 22    | 3      |
| Ural Jekaterynburg    | ogółem            | ogółem                           | 48    | 4      | 6               | 1               | -                   | -                   | -     | -      | 54    | 5      |
| Ogółem w karierze     | Ogółem w karierze | Ogółem w karierze                | 213   | 13     | 18              | 1               | 0                   | 0                   | 2     | 0      | 233   | 14     |

### Reprezentacyjne
(Aktualne na 31 marca 2021)
| Reprezentacja | Rok     | Mecze | Bramki |
| ------------- | ------- | ----- | ------ |
| Polska        | 2021    | 1     | 0      |
| Ogólnie       | Ogólnie | 1     | 0      |

| Mecze i gole w reprezentacji | Mecze i gole w reprezentacji | Mecze i gole w reprezentacji | Mecze i gole w reprezentacji | Mecze i gole w reprezentacji | Mecze i gole w reprezentacji | Mecze i gole w reprezentacji |
| Lp.                          | Data                         | Miasto                       | Przeciwnik                   | Gol                          | Wynik                        | Rozgrywki                    |
| ---------------------------- | ---------------------------- | ---------------------------- | ---------------------------- | ---------------------------- | ---------------------------- | ---------------------------- |
| 1.                           | 31.03.2021                   | Londyn,                      | Anglia                       |                              | 1:2                          | el. MŚ 2022                  |

## Życie prywatne
Żonaty, ma syna Franciszka (ur. 2022).

## Sukcesy

### Klubowe

#### Legia Warszawa
- Puchar Polskiː 2022/2023, 2024/2025[14]
- Superpuchar Polski: 2023[15], 2025[16]